# Список глав государств в 1753 году
| 1752 ← Список глав государств по годам → 1754 |

## Азия
- Азербайджан — 
  -  Ардебильское ханство — Бедир, хан (1747—1763)
  -  Бакинское ханство — Мирза Мухаммад I, хан (1747—1768)
  -  Гянджинское ханство — Шахверди, хан (1747—1760)
  -  Джавадское ханство — Тала Хасан, хан (1750—1789)
  -  Карабахское ханство — Панах Али, хан (1747—1763)
  -  Карадагское ханство — Казим, хан (1747—1763)
  -  Кубинское ханство — Гусейн Али, хан (1726—1758)
  -  Нахичеванское ханство — Гейдар Кули-хан I, хан (1747—1763/1764)
  -  Талышское ханство — Сеид Джамаледдин, хан (1747—1786)
  -  Шекинское ханство — Гаджи Челеби, хан (1747—1755)
  -  Ширванское ханство — Хаджи Мухаммад Али, хан (1747—1763/1765)
- Бруней — Омар Али Сайфуддин I, султан (1740—1778)
- Бутан — Шераб Вангчук, друк дези (1744—1763)
- Великих Моголов империя — Ахмад Шах, падишах (1748—1754)
- Грузинское царство — 
  -  Гурийское княжество — Мамия IV Гуриели, князь (1726—1756, 1758—1765, 1771—1776)
  -  Имеретинское царство — Соломон I Великий, царь (1752—1766, 1768—1784)
  -  Картлийское царство — Теймураз II, царь (1744—1762)
  -  Кахетинское царство — Ираклий II, царь (1744—1762)
  -  Мегрельское княжество — Отия Дадиани, князь (1728—1757)
- Дайвьет — Ле Хьен-тонг, император (1740—1786)
- Дербентское ханство — Мухаммад Хасан, хан (1747—1765)
- Джунгарское ханство  — 
  - Лама Дорджи, хан (1749/1750—1753)
  - Дабачи, хан (1753—1755)
- Дирийский эмират — Мухаммад ибн Сауд, эмир (1744—1765)
- Дурранийская империя — Ахмад-шах Дуррани, шах (1747—1772)
- Индия —
  - Амбер (Джайпур) — Мадхо Сингх I, Махараджа савай (1750—1768)
  - Араккал[англ.] — Кунхи Амса II, али раджа[англ.] (1745—1777)
  - Ахом — Суремфаа, махараджа[англ.] (1751—1769)
  - Бансвара — Притхви Сингх, раджа (1747—1786)
  - Барвани — Ануп Сингх, рана (1730—1760)
  - Барода — Дамаджи Гаеквад, махараджа (1732—1768)
  - Башахра[англ.] — Рам Сингх, рана[кат.] (1725—1761)
  - Бенарес — Балвант Сингх, раджа (1740—1770)
  - Биканер — Гадж Сингх, махараджа[англ.] (1746—1787)
  - Биласпур (Калур) — Деви Чанд, раджа (1738—1778)
  - Бунди — Умаид Сингх, раджа (1749—1770, 1773—1804)
  - Бхавнагар — Бхавсинхжи I Ратанджи, такур сахиб (1703—1764)
  - Бхаратпур — Бадан Сингх, махараджа (1722—1755)
  - Бхопал — Фаиз Мохаммад Хан, наваб (1742—1777)
  - Ванканер — Бхароджи Кесарисинхжи, махарана радж сахиб (1749—1784)
  - Гвалиор — Джаяппа Шинде, махараджа (1745—1759)
  - Гондал — 
    - Халоджи Саграмжи, тхакур сахиб (1714—1753)
    - Кумбходжи II Халоджи, тхакур сахиб (1753—1790)

  - Гулер[англ.] — Говардхан Сингх, раджа[англ.] (1741—1773)
  - Даспалла[англ.] — 
    - Падманав Део Бханж, раджа[англ.] (1701—1753)
    - Трилочан Део Бханж, раджа[англ.] (1753—1775)

  - Датия — Индражит Сингх, раджа (1733—1762)
  - Девас младшее[англ.] — Дживаджи Рао, раджа[англ.] (1728—1774)
  - Девас старшее[англ.] — Тукоджи Рао I, раджа[англ.] (1728—1754)
  - Джайнтия[англ.] — Бар Госен, раджа[англ.] (1731—1770)
  - Джанжира — Ибрагим Хан I, вазир (1745—1757, 1757—1759)
  - Джайсалмер — Акхи Сингх, махараджа (1722—1762)
  - Джалавад (Дрангадхра) — Гайсинхжи II Раисинхжи, сахиб (1744—1782)
  - Дженкантал[англ.] — Трилочан Сингх, раджа[кат.] (1743—1785)
  - Джхабуа — Шео Сингх, раджа (1727—1758)
  - Джунагадх — Мухаммад Шер Хан Баби, наваб (1730—1758)
  - Дхар — Джасвант I Павар, рана (1749—1761)
  - Дхолпур — Бхим Сингх, рана (1717—1756)
  - Дунгарпур — Шив Сингх, махараджа (1730—1785)
  - Идар — 
    - Ананд Сингх, раджа (1729—1753)
    - Шив Сингх, раджа (1753—1791)

  - Индаур — Малхар I, махараджа (1734—1766)
  - Камбей — Найм ад-Доула Джафар Мумин II, наваб (1743—1784)
  - Караули — Гопал Сингх, махараджа (1734—1757)
  - Кач — Лакхпатжи, раджа (1752—1760)
  - Келади[англ.] — Кирия Басаваппа Найяка, раджа[англ.] (1739—1754)
  - Кишангарх — Самант Сингх, махараджа (1748—1757)
  - Кодагу (Коорг)[англ.] — Чикка Вираппа, раджа[англ.] (1736—1766)
  - Колхапур — Самбхаджи I, раджа (1714—1760)
  - Кота — Дуржан Сал, махараджа (1723—1756)
  - Кочин — Рама Варма VII, махараджа (1749—1760)
  - Куч-Бихар — Упендра Нарайян, раджа (1714—1763)
  - Ладакх — 
    - Пхунтсог Намгьял, раджа[англ.] (1739—1753)
    - Цеванг Намгьял II, раджа[англ.] (1753—1782)

  - Лунавада[англ.] — Вахат Сингх, рана[англ.] (1735—1757)
  - Майсур — Кришнараджа Водеяр II, махараджа (1734—1766)
  - Малеркотла — Джамаль Хан, наваб (1717—1762)
  - Манди — Шамшер Сен, раджа (1727—1781)
  - Манипур — Памхейба, раджа[англ.] (1709—1754)
  - Маратхская империя — Раджарам II, чхатрапати (император) (1749—1777)
  - Марвар (Джодхпур) — 
    - Виджай Сингх, махараджа (1752—1753, 1772—1793)
    - Рам Сингх, махараджа (1749—1751, 1753—1772)

  - Мевар (Удайпур) — Пратап Сингх II, махарана (1751—1754)
  - Морви — Раваджи I Алияджи, сахиб (1739—1764)
  - Мудхол — Малоджирао III, раджа (1737—1805)
  - Наванагар — Лакхажи III Тамачи, джам (1743—1767)
  - Нагпур — Рагходжи I, раджа (1743—1755)
  - Нарсингхгарх — Хуман Сингжи, раджа (1751—1766)
  - Орчха — Санвант Сингх, раджа (1752—1765)
  - Паланпур — Бахадур Хан, диван (1743—1768)
  - Панна — Аман Сингх, раджа (1752—1758)
  - Порбандар — Викматжи III Химоджи, рана (1728—1757)
  - Пратабгарх — Гопал Сингх, махарават (1721—1756)
  - Пудуккоттай — Виджайя Рагхунатха Райя Тондемен I, раджа (1730—1769)
  - Раджгарх — Джагат Сингх, рават (1747—1775)
  - Раджпипла — Гомалсингхжи Джитсинхжи, махарана (1730—1754)
  - Радханпур — Джаван Мард Хан II, наваб (1753—1765)
  - Ратлам — Притхви Сингх, махараджа (1743—1773)
  - Рева — Авадхут Сингх, раджа (1700—1755)
  - Рохилкханд — Абдулла Хан, наваб (1748—1754)
  - Савантвади — Рамачандра Савант Бхонсле I, раджа (1738—1755)
  - Саилана — Джай Сингх, раджа (1736—1757)
  - Самбалпур[англ.] — Абхай Сингх, раджа[англ.] (1732—1778)
  - Сирмур — Пратап Пракаш, махараджа (1736—1754)
  - Сирохи — Притхви Сингх, раджа (1749—1773)
  - Ситамау — Фатех Сингх, раджа (1752—1802)
  - Сонепур — Дивья Сингх Део, раджа (1725—1766)
  - Сукет — Бхикам Сен, раджа (1748—1762)
  - Танджавур — Пратап Сингх, раджа (1739—1763)
  - Траванкор — Мартханда Варма, махараджа (1729—1758)
  - Трипура — Лакшман Маникья, раджа[англ.] (1748—1760)
  - Хайдарабад — Салабат Джанг, низам (1751—1762)
  - Хиндол[англ.] — Дамодар Сингх Нарендра, раджа[англ.] (1733—1770)
  - Чамба — Умед Сингх, раджа (1748—1764)
  - Читрадурга[англ.] — Кастури Рангаппа Найяка II, найяк[англ.] (1748—1754)
  - Шахпура — Умаид Сингх I, раджа (1729—1769)
- Индонезия —
  - Аче — Аладдин Джохан Шах, султан (1735—1760)
  - Бантам — 
    - Абу аль-Маали Мухаммад Вази Зейнал Алимин, султан[англ.] (1752—1753)
    - Ариф Зейнул Асикин аль-Кадири, султан[англ.] (1753—1773)

  - Бачан — Мухаммад Сахаддин, султан[англ.] (1741—1780)
  - Дели — Пасутан, туанку (1728—1761)
  - Сиак — Абдул Джалил Рахмад Шах II, султан (1746—1765)
  - Сулу — Бантилан Муиззуд-Дин, султан[англ.] (1748—1763)
  - Суракарта — Пакубовоно III, сусухунан (1749—1788)
  - Тернате — Аян Шах, султан (1751—1754)
  - Тидоре — Муидуддин Маликулманан, султан[англ.] (1728—1757)
- Иран  — 
  - Шахрох, шахиншах (в Хорасане) (1748—1749, 1750—1796)
  - Керим-хан, вакиль од-Дауля (1751—1779)
- Йемен — 
  - Аудхали — Хасан бин Хади, |султан (ок. 1750 — ок. 1780)
  - Вахиди — Хасан бин Хади, султан (1706—1766)
  - Верхняя Яфа — Салих I бин Ахмад ибн Хархара, султан (ок. 1750 — ок. 1780)
  - Катири — Амр ибн Бадр аль-Катир, султан (1725—1760)
  - Лахедж — 
    - Абд аль-Карим I ибн Фадл, султан (1742—1753)
    - Абд аль-Хади ибн Абд аль-Карим, султан (1753—1777)

  - Махра — Афрар аль-Махри, султан (ок. 1750 — ок. 1780)
  - Нижняя Яфа — Маауда ибн Сайф, султан (ок. 1740 — ок.1760)
  - Фадли — Абдаллах I бин Ахмад, султан (ок. 1730 — ок. 1760)
- Казахское ханство — 
  - Младший жуз — Нуралы, хан (1748—1786)
  - Средний жуз — Абилмамбет, хан (1734—1771)
- Казикумухское ханство — Мухаммад, хан (1743—1789)
- Камбоджа — Чей Четта V, король[англ.] (1749—1755)
- Канди — Кирти Шри Раджасинха, царь[англ.] (1747—1782)
- Китай (Империя Цин)  — Цяньлун (Хунли), император[англ.] (1735—1796)
- Лаос  — 
  - Вьентьян  — Онг Лонг, король (1730—1767)
  - Луангпхабанг  — Сотика-Коумане, король (1749—1768)
  - Пхуан  — Онг Ло, король (1751—1779)
  - Тямпасак  — Саякумане, король (1737—1791)
- Малайзия — 
  - Джохор — Сулейман Бадрул Алам Шах, Султан[англ.] (1722—1760)
  - Кедах — Мухаммад Жива Зайнал Адилин II, султан[англ.] (1710—1778)
  - Келантан — Лонг Сулейман, раджа[англ.] (1734—1739, 1746—1756)
  - Паттани — Лонг Нух, раджа (1749—1771)
  - Перак — Искандар Зулькарнаин, султан (1752—1765)
  - Селангор — Салехуддин, султан (1742—1778)
  - Тренгану — Мансур Шах I, султан (1733—1793)
- Мальдивы — Мухаммад Имадуддин III, султан (1750—1757)
- Мьянма — 
  - Ванмо[англ.] — Тунг Нгаи II, саофа[англ.] (1742—1770)
  - Возрождённое Хантавади — Бинья Дала, царь (1747—1757)
  - Йонгве[англ.] — Хке Хса Ва, Саофа[англ.] (1746—1758)
  - Кенгтунг[англ.] — Монг Хсам, саофа[англ.] (1742—1787)
  - Конбаун — Алаунпхая, царь  (1752—1760)
  - Локсок (Ятсок)[англ.] — 
    - Хкун Шве Тха, саофа[англ.] (1729—1753)
    - Тха Пун Минонг, саофа[англ.] (1753—1760)

  - Могаун[англ.] — Хо Кам, саофа[англ.]  (1748—1765)
  - Сенви[англ.] — междуцарствие (1751—1761)
  - Аракан (Мьяу-У) — Нара Апайя, царь[англ.] (1743—1761)
  - Таунгу — Алаунпхая, царь[англ.]  (1752—1760)
- Непал —
  - Бхактапур — Ранажит Малла, раджа[англ.] (1722—1769)
  - Горкха — Притхви Нараян, махараджадхираджа (1743—1768)
  - Катманду (Кантипур) — Джайя Пракаш Малла, раджа[англ.] (1736—1746, 1750—1768)
  - Лалитпур — Райя Пракаш Малла, раджа[англ.] (1745—1758)
- Оман — Ахмед ибн Саид, имам (1744—1783)
- Османская империя — Махмуд I, султан (1730—1754)
- Пакистан — 
  - Бахавалпур — Мухаммад Мубарак Хан II, наваб (1750—1772)
  - Калат — Хусейн Насир I, хан (1749—1794)
  - Лас Бела — Али I, хан (1742—1765)
  - Синд (династия Калхара) — Нур Мухаммад Калхоро, худа хан[англ.] (1719—1755)
  - Харан — Шахдад II, мир (1747—1759)
  - Хунза[англ.] — Шах Кисро Хан, мир[англ.] (ок. 1750—1790)
  - Читрал — Шах Афзал I, мехтар (1724—1754)
- Рюкю — Сё Боку, ван (1752—1794)
- Сикким — Пунцог Намгьял I, чогьял (1733—1780)
- Таиланд — 
  - Аютия — Боромакот (Бороммарачатират III), король (1733—1758)
  - Ланнатай — Онг Кхам, король[англ.] (1727—1759)
- Тибет — Кэлсанг Гьяцо (Далай-лама VII), далай-лама[англ.] (1720—1757)
- Узбекистан — 
  - Бухарское ханство — Убайдулла III, хан (1751—1754)
  - Кокандское ханство — 
    - Баба, хан (1752—1753)
    - Ирдана, хан (1751—1752, 1753—1762)

  - Хивинское ханство (Хорезм) — Гаип, хан (1747—1757)
- Филиппины — 
  - Магинданао — Мухаммад Хаир ад-Дин, султан (1748—1755)
- Чосон  — Ёнджо, ван (1724—1776)
- Япония — 
  - Момодзоно (Тохито), император (1747—1762)
  - Токугава Иэсигэ, сёгун (1745—1760)

## Америка
- Бразилия — Луиш Перегрино де Атаиде, вице-король[порт.] (1749—1754)
- Новая Гранада — 
  - Хосе Альфонсо Писарро, вице-король (1749—1753)
  - Хосе Солис Фолч де Кардона, вице-король (1753—1761)
- Новая Испания — Хуан Франсиско де Гуэмес-и-Оркаситас, вице-король (1746—1755)
- Перу — Хосе Антонио Мансо де Веласко, вице-король (1745—1761)

## Африка
- Аусса — Кадхафо Махаммад ибн Кадхафо, султан (1749—1779)
- Ашанти — Отумфуо Нана Куси Обоадум, ашантихене (1750—1764)
- Багирми — Хаджи Мохаммед аль-Амин, султан (1751—1785)
- Бамбара (империя Сегу) — Кулибали, битон (1712—1755)
- Бамум — Куту, мфон (султан)[англ.] (1672—1757)
- Бени-Аббас[англ.] — эль-Хадж бен Бузид Мокрани, султан[фр.] (1735—1783)
- Бенинское царство — Акенгбуда, оба[англ.] (1750—1804)
- Борну — Али IV, маи[нем.] (1747—1792)
- Буганда — Кьябаггу, кабака (ок. 1750 — ок. 1780)
- Буньоро — Духага, омукама (1731— ок.1782)
- Бурунди — Мутага III Сеньямвиза, мвами (король) (1739—1767)
- Бусса[англ.] — Кигера I дан Кисеру Броди, киб (1750—1766)
- Ваало[англ.] — Нжак Ксюри Йоп, король (1736—1780)
- Варсангали[англ.] — Али, султан[кат.] (1750—1789)
- Вогодого — Саага I, нааба (ок. 1740 — 1783)
- Гаро (Боша) — Малко, тато[англ.] (ок. 1740 — ок. 1760)
- Гвирико[англ.] — Маган Вуле Уаттара, царь[англ.] (1749—1809)
- Дагомея — Тегбесу, ахосу (1740 — 1774)
- Дамагарам — Баба дан Маллам, султан (1746—1757)
- Дарфур — Абул Касим ибн Ахмад Бакр, султан (1739—1756)
- Денкира[англ.] — Амоако Атта Кума, денкирахене[англ.] (1725—1770)
- Джолоф — Лат-Коду, буур-ба[англ.] (1750—1755)
- Имерина — Андриамбеломасина, король[англ.] (1730—1770)
- Кайор — Ма-Батио Самб, дамель (1749—1757)
- Кано[англ.] — 
  - Аль-Хадж Каб, султан[англ.] (1743—1753)
  - Яджи II, султан[англ.] (1753—1768)
- Каффа — Галли Гаотшо, царь (1742—1775)
- Койя — Наимбанна II, обаи (1720—1793)
- Конг — Комби Уаттара, фама (1750—1756)
- Конго — Николау I, маниконго[англ.] (1752—ок.1758)
- Лунда — Муказ Варананконг, муата ямво (ок. 1750— ок. 1767)
- Марокко — Абдалла, султан (1729—1734, 1736, 1740—1741, 1741—1742, 1743—1747, 1748—1757)
- Массина — Гидадо, ардо (1706—1761)
- Матамба и Ндонго[англ.] — Ана II, королева[англ.] (1742—1756)
- Мутапа — Дехве Мапунзагуту, мвенемутапа[англ.] (1740—1759)
- Нри[англ.] — Эвенетем, эзе[англ.] (1724—1794)
- Руанда — Юхи IV Гахиндиро, мвами (1746—1802)
- Салум — 
  - Ндене Ндиае Биге Ндао, маад (1734—1753)
  - Мбанье Диоп, маад (1753—1760)
- Свазиленд (Эватини) — Нгване III, нгвеньяма (король) (1745—1780)
- Сеннар — Бади IV (Абу Шеллук), мек (1724—1762)
- Твифо-Хеман (Акваму)[англ.] — Дарко Яв Паньин, аквамухене (1747—1781)
- Трарза — Амар II ульд Адди, эмир (1727—1757)
- Тунис — Абуль Хасан Али I, бей (1735—1756)
- Харар[англ.] — Юсуф ибн Абубакар, эмир[англ.] (1747—1755)
- Эфиопия — Иясу II (Алем Сагад), император (1730—1755)

## Европа
- Андорра —
  - Людовик XV, король Франции, князь-соправитель (1715—1774)
  - Себастиа де Викториа Эмпаран-и-Лойола, епископ Урхельский, князь-соправитель (1747—1756)
- Валахия — 
  - Матей II Гика, господарь (1752—1753)
  - Константин IV Раковицэ, господарь (1753—1756, 1763—1764)
- Великобритания и Ирландия — 
  - Георг II, король (1727—1760)
  - Генри Пелэм, премьер-министр (1743—1754)
- Венгрия — Мария Терезия, королева (1740—1780)
- Дания — Фредерик V, король (1746—1766)
- Испания — Фердинанд VI, король (1746—1759)
- Италия —
  - Венецианская республика — Франческо Лоредан, дож (1752—1762)
  - Генуэзская республика — Джамбаттиста Гримальди, дож (1752—1754)
  - Масса и Каррара — Мария Тереза, княгиня (1731—1790)
  - Модена и Реджо — Франческо III д’Эсте, герцог (1737—1780)
  - Неаполитанское королевство — Карл VII Бурбон, король (1734—1759)
  - Пармское герцогство — Филипп I Бурбон, герцог (1748—1765)
  - Пьомбино — Гаэтано Бонкомпаньи-Людовизи, князь (1745—1777)
  - Сардинское королевство — Карл Эммануил III, король (1730—1773)
  - Сицилия — Карл V Бурбон, король (1734—1759)
  - Тосканское герцогство — Франческо II (Франц I Стефан Лотарингский), великий герцог (1737—1765)
- Калмыцкое ханство — Дондук-Даши, хан (1741—1761)
- Крымское ханство — Арслан Герай, хан (1748—1756, 1767)
- Молдавское княжество — 
  - Константин Раковицэ, господарь (1749—1753, 1756—1757)
  - Матей Гика, господарь (1753—1756)
- Монако — Оноре III, князь (1733—1793)
- Нидерланды (Республика Соединённых провинций) —
  - Вильгельм V Оранский, штатгальтер (1751—1795)
  - Питер Стейн[англ.], великий пенсионарий[англ.] (1749—1772)
- Норвегия — Фредерик V, король (1746—1766)
- Папская область — Бенедикт XIV, папа (1740—1758)
- Португалия — Жозе I Реформатор, король (1750—1777)
- Пруссия — Фридрих II Великий, король, курфюрст Бранденбургский (1740—1786)
  - Олесницкое княжество (герцогство Эльс) — Карл Кристиан Эрдман, князь (1744—1792)
- Речь Посполитая — Август III, король Польши и великий князь Литовский (1734—1763)
  -  Курляндия и Семигалия — Совет герцогства (1740—1758)
- Российская империя — Елизавета, императрица (1741—1762)
- Священная Римская империя — Франц I Стефан, император (1745—1765)
  - Австрия — Мария Терезия, эрцгерцогиня (1740—1780)
  - Ангальт —
    - Ангальт-Бернбург — Виктор II Фридрих, князь (1721—1765)
    - Ангальт-Бернбург-Шаумбург-Хойм — Виктор I Амадей Адольф, князь[англ.] (1727—1772)
    - Ангальт-Дессау — Леопольд III, князь (1751—1817)
    - Ангальт-Кётен — Август Людвиг, князь (1728—1755)
    - Ангальт-Цербст — Фридрих Август, князькнязь (1747—1793)

  - Ансбах — Карл Вильгельм Фридрих, маркграф (1723—1757)
  - Бавария — Максимилиан III, курфюрст (1745—1777)
  - Баден —
    - Баден-Баден — Людвиг Георг, маркграф (1707—1761)
    - Баден-Дурлах — Карл Фридрих Баденский, маркграф (1738—1771)

  - Байрет (Кульмбах) — Фридрих III, маркграф (1735—1763)
  - Брауншвейг-Вольфенбюттель — Карл I, герцог (1735—1780)
    - Брауншвейг-Вольфенбюттель-Беверн — 
      - Август Вильгельм, герцог (1746—1781)
      - Фридрих Карл, герцог (1746—1809)

  - Вальдек-Пирмонт — Карл Август, князь (1728—1763)
  - Вюртемберг — Карл Евгений, герцог (1737—1793)
  - Ганноверское курфюршество (Брауншвейг-Люнебург) — Георг Август, курфюрст (1727—1760)
  - Гессен —
    - Гессен-Гомбург — Фридрих V, ландграф (1751—1820)
    - Гессен-Дармштадт — Людвиг VIII, ландграф (1739—1768)
    - Гессен-Кассель — Вильгельм VIII, ландграф (1751—1760)
    - Гессен-Ротенбург — Константин, ландграф (1749—1778)
    - Гессен-Филипсталь — Карл I, ландграф (1721—1770)
      - Гессен-Филипсталь-Бархфельд — Вильгельм, ландграф (1721—1761)

  - Гогенцоллерн-Гехинген — Иосиф Фридрих Вильгельм, князь (1750—1798)
  - Гогенцоллерн-Зигмаринген — Иосиф, князь (1715—1769)
  - Гогенцоллерн-Хайгерлох — Франц Антон Кристоф, граф (1750—1767)
  - Гольштейн-Готторп — Карл Петер Ульрих, герцог (1739—1762)
  - Кёльнское курфюршество — Клеменс Август Баварский, курфюрст (1723—1761)
  - Лихтенштейн — Йозеф Венцель I, князь (1712—1718, 1748—1772)
  - Лотарингия — Станислав Лещинский, герцог (1737—1766)
  - Майнцское курфюршество — Иоганн Фридрих Карл фон Остейн, курфюрст (1743—1763)
  - Мекленбург —
    - Мекленбург-Стрелиц — Адольф Фридрих IV, герцог (1752—1794)
    - Мекленбург-Шверин — Кристиан Людвиг II, герцог (1747—1756)

  - Нассау —
    - Нассау-Вейльбург — 
      - Карл Август, князь (1719—1753)
      - Карл Кристиан, князь (1753—1788)

    - Нассау-Саарбрюккен — Вильгельм Генрих, граф (1735—1768)
    - Нассау-Узинген — Карл, князь (1718—1775)
    - Оранж-Нассау[англ.] — Вильгельм V Оранский, князь[англ.] (1751—1806)

  - Пфальц — Карл IV Теодор, курфюрст (1742—1799)
    - Пфальц-Биркенфельд-Гельнхаузен[англ.] — Иоганн, пфальцграф[англ.] (1739—1780)
    - Пфальц-Цвейбрюккен — Кристиан IV, пфальцграф (1735—1775)

  - Саксония — Фридрих Август II, курфюрст (1733—1763)
    - Саксен-Веймар — Эрнст Август II, герцог (1748—1758)
    - Саксен-Гильдбурггаузен — Эрнст Фридрих III, герцог (1745—1780)
    - Саксен-Гота-Альтенбург — Фридрих III, герцог (1732—1772)
    - Саксен-Кобург-Заальфельд — Франц Иосия, герцог (1745—1764)
    - Саксен-Мейнинген — Антон Ульрих, герцог (1706—1763)
    - Саксен-Эйзенах — Эрнст Август II, герцог (1748—1758)

  - Трирское курфюршество — Франц Георг фон Шёнборн, курфюрст (1729—1756)
  - Чехия — Мария Терезия, королева (1740—1741, 1743—1780)
  - Шаумбург-Липпе — Вильгельм, граф (1748—1777)
  - Шварцбург-Зондерсгаузен — Генрих XXXV, князь (1740—1758)
  - Шварцбург-Рудольштадт — Иоганн Фридрих, князь (1744—1767)
- Франция — Людовик XV, король (1715—1774)
- Швеция — Адольф Фредрик, король (1751—1771)

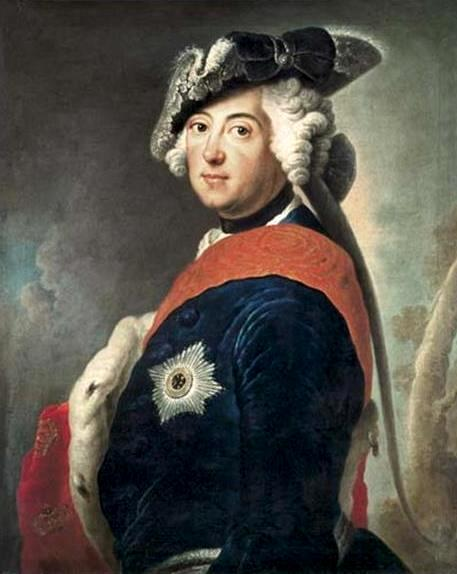
Фридрих II Великий 1740-1786 Король Пруссии и курфюрст Бранденбургский
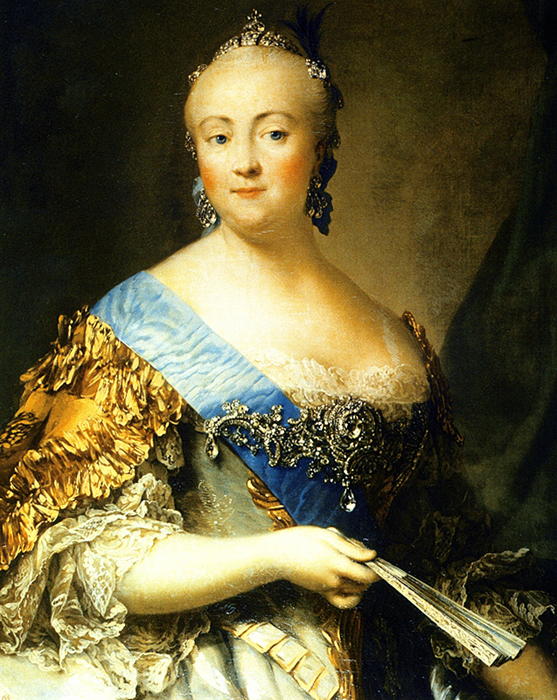
Елизавета 1741-1762 Императрица Всероссийская
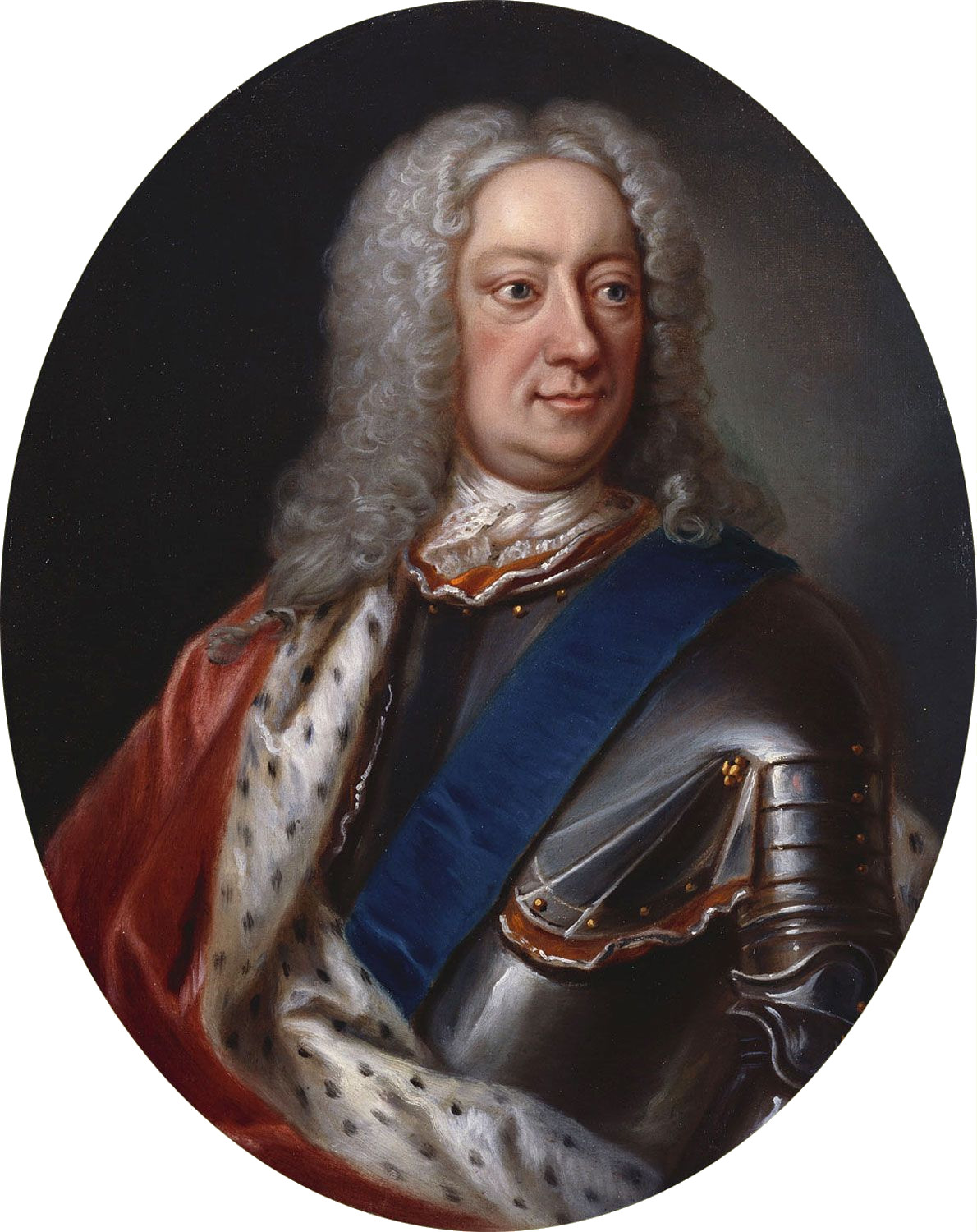
Георг II 1727-1760 Король Великобритании  и курфюрст Ганноверский
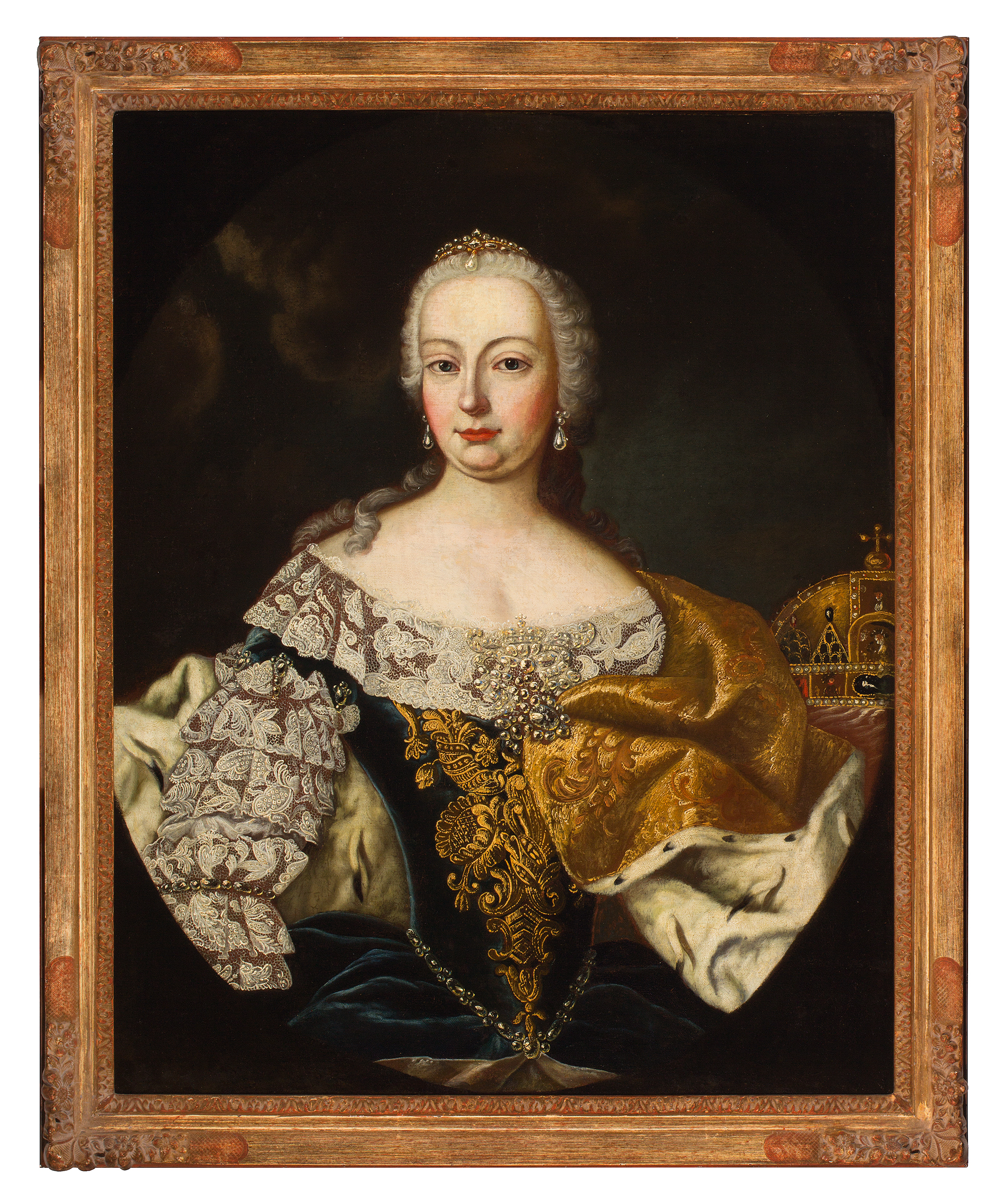
Мария Терезия 1740-1780 Королева Венгрии и Чехии, эрцгерцогиня Австрии
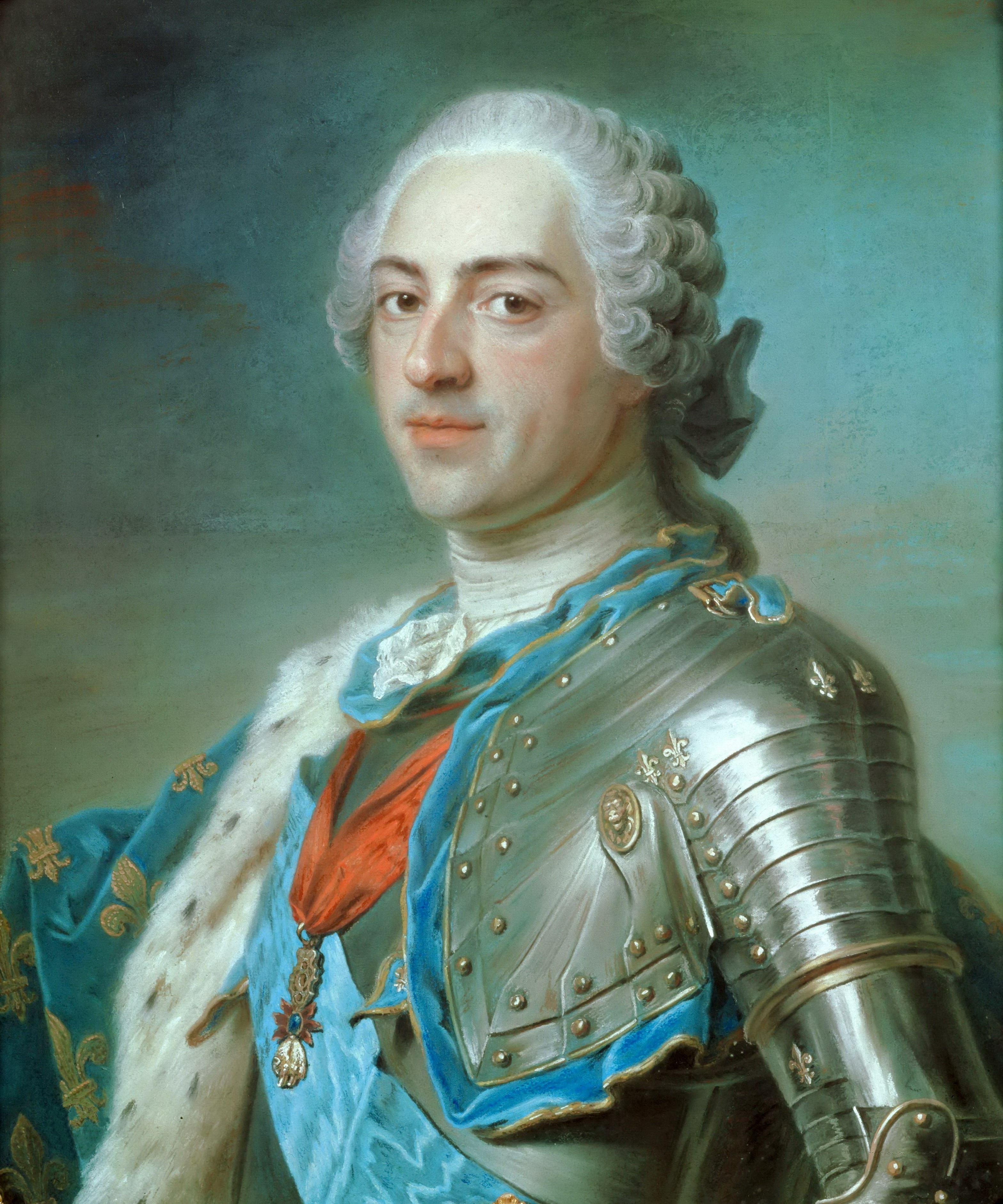
Людовик XV 1715-1774 Король Франции и Наварры
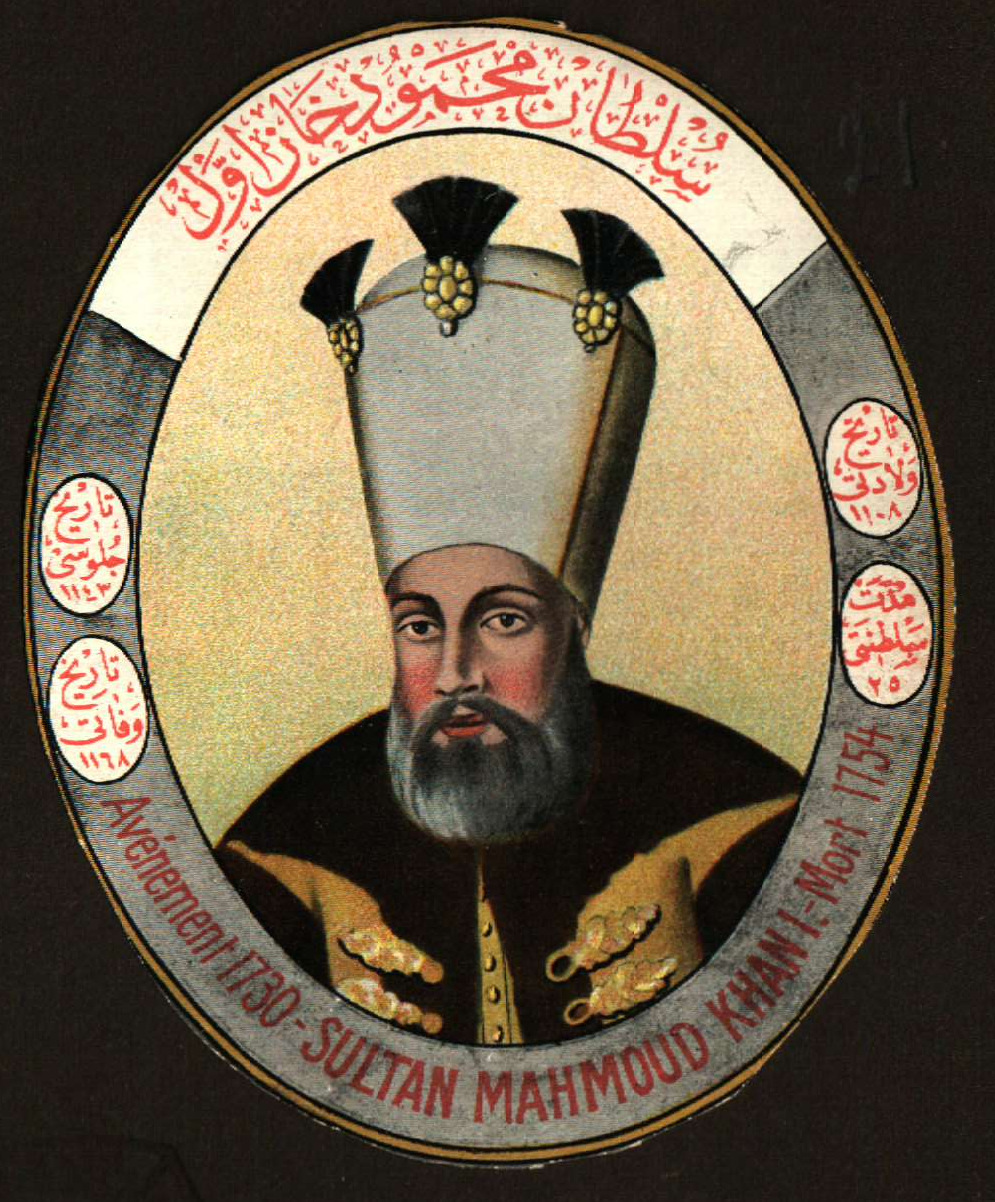
Махмуд I 1730-1754 Османский султан
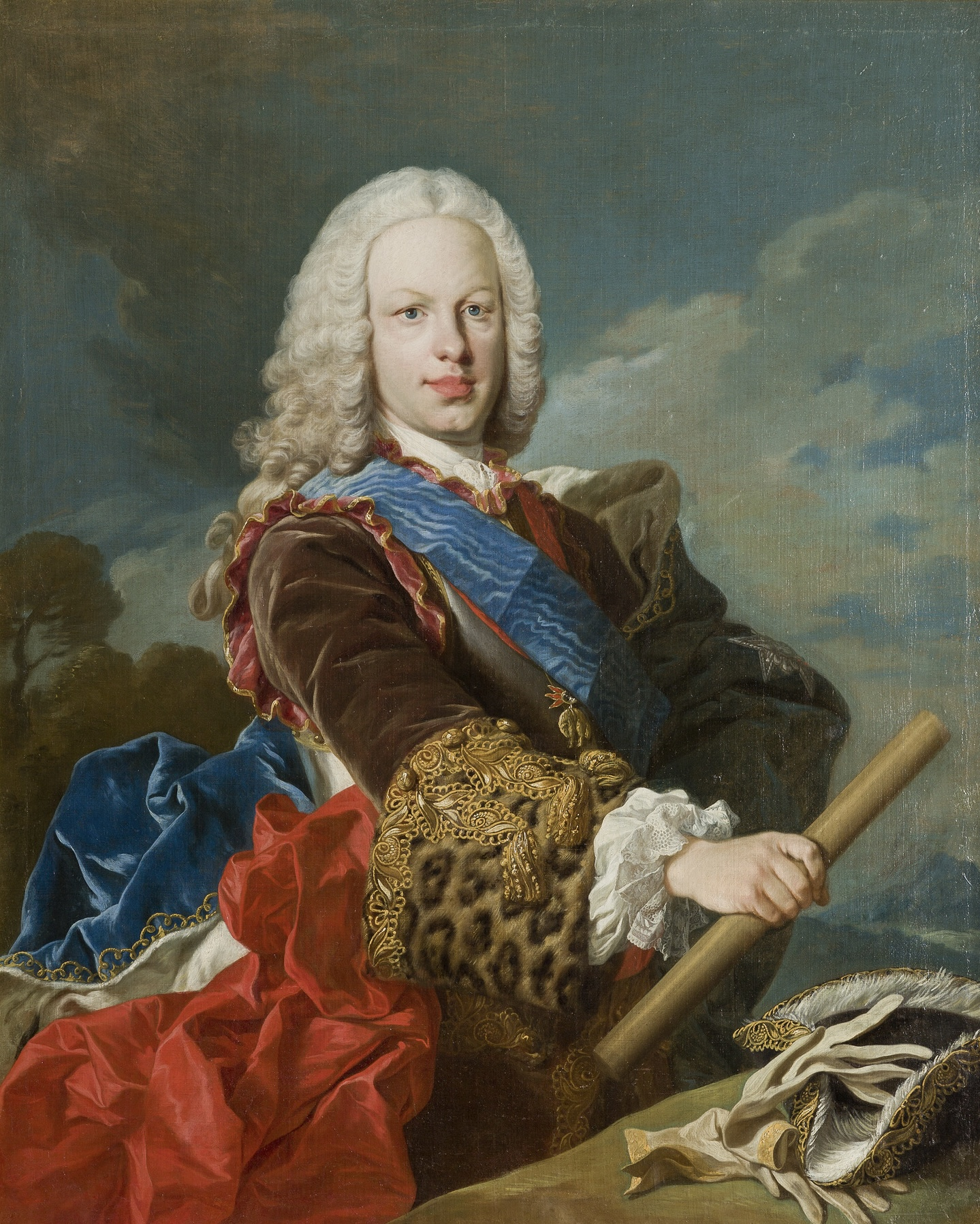
Фердинанд VI 1746-1759 Король Испании
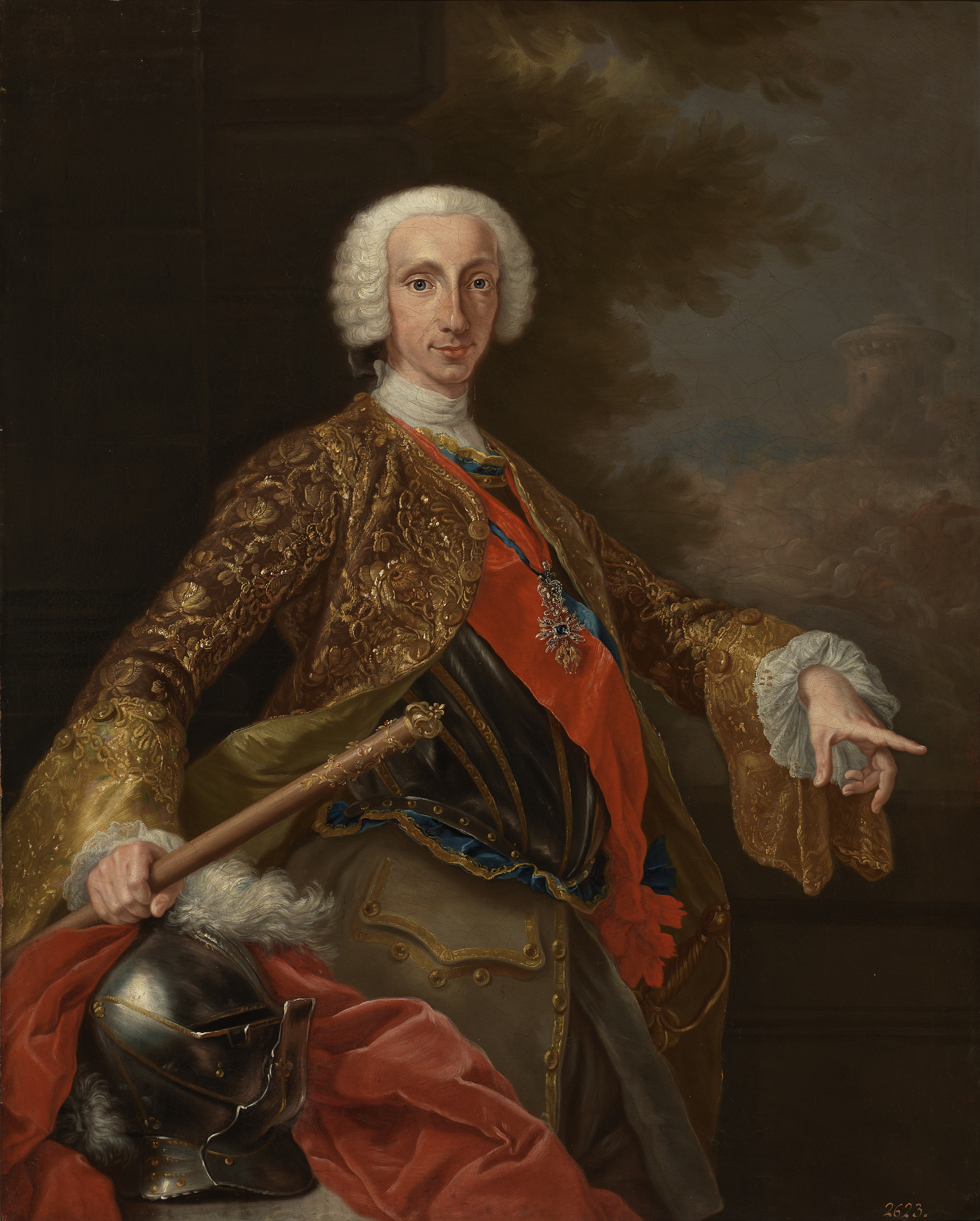
Карл VII (V) Бурбон 1734-1759 Король Неаполя и Сицилии
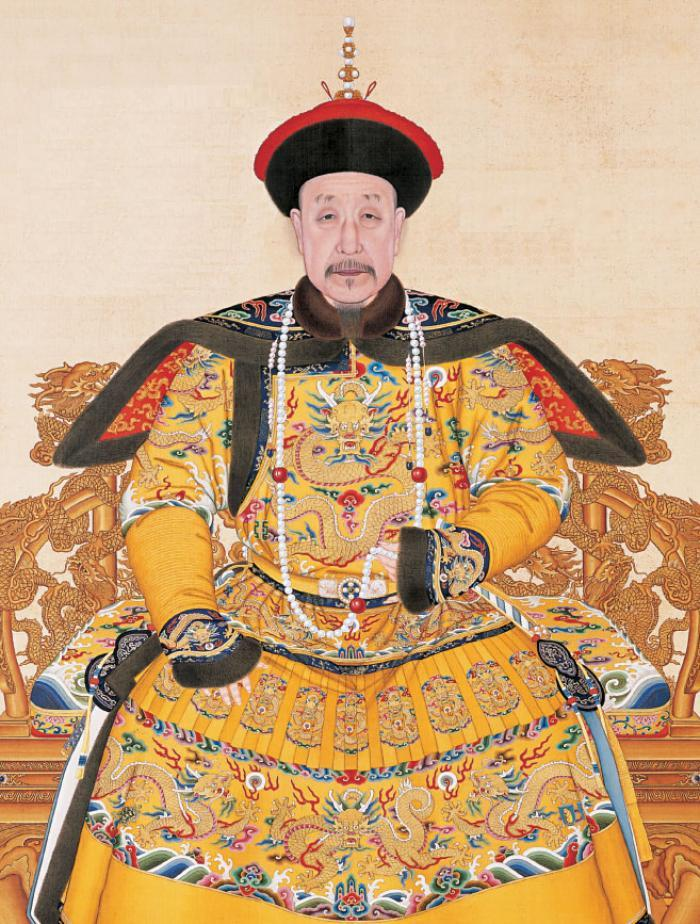
Хунли (Цяньлун) 1735-1796 Император Китая (Цин)
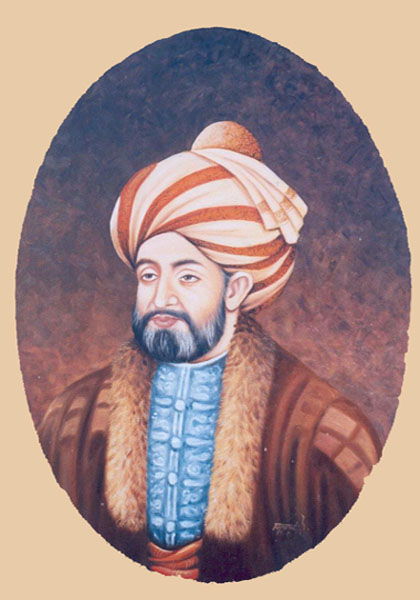
Ахмад-шах Дуррани 1747-1772 Шах Дурранийской империи
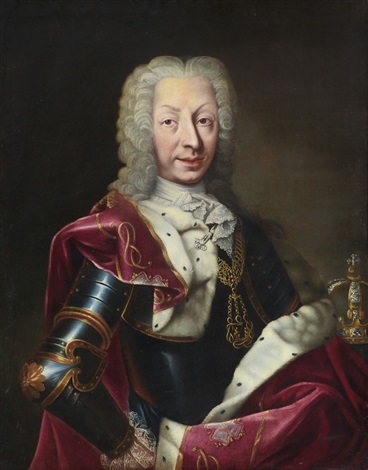
Карл Эммануил III 1730-1773 Король Сардинии
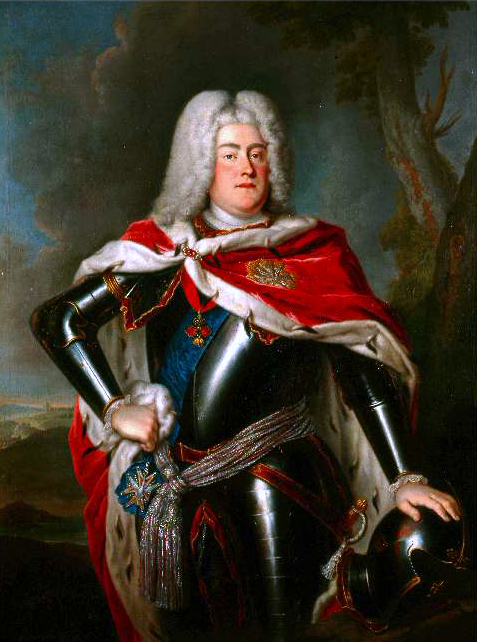
Август III 1734-1763 Король Польши, великий князь Литовский, курфюрст Саксонии
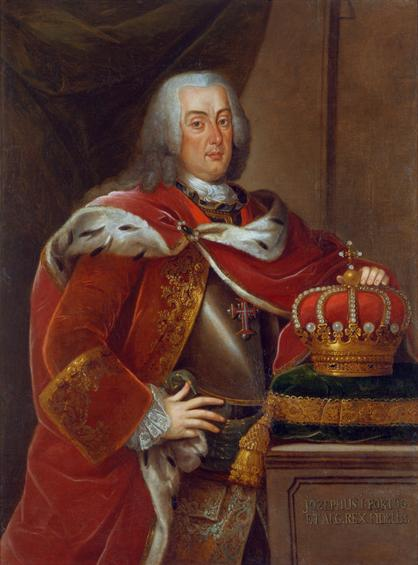
Жозе I Реформатор 1750-1777 Король Португалии
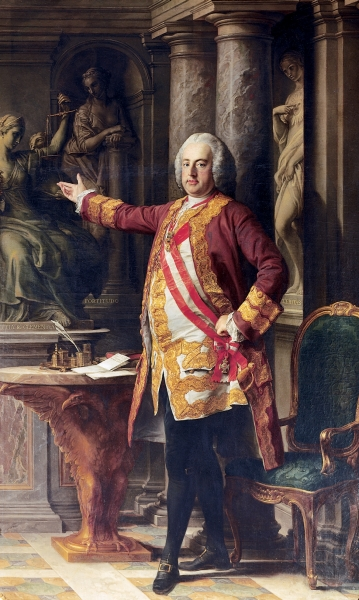
Франц I Стефан 1745-1765 Император Священной Римской империи, великий герцог Тосканский
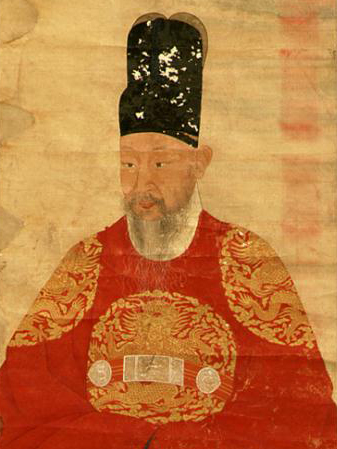
Ёнджо 1724-1776 Ван Чосона
Фредерик V 1746-1766 Король Дании и Норвегии
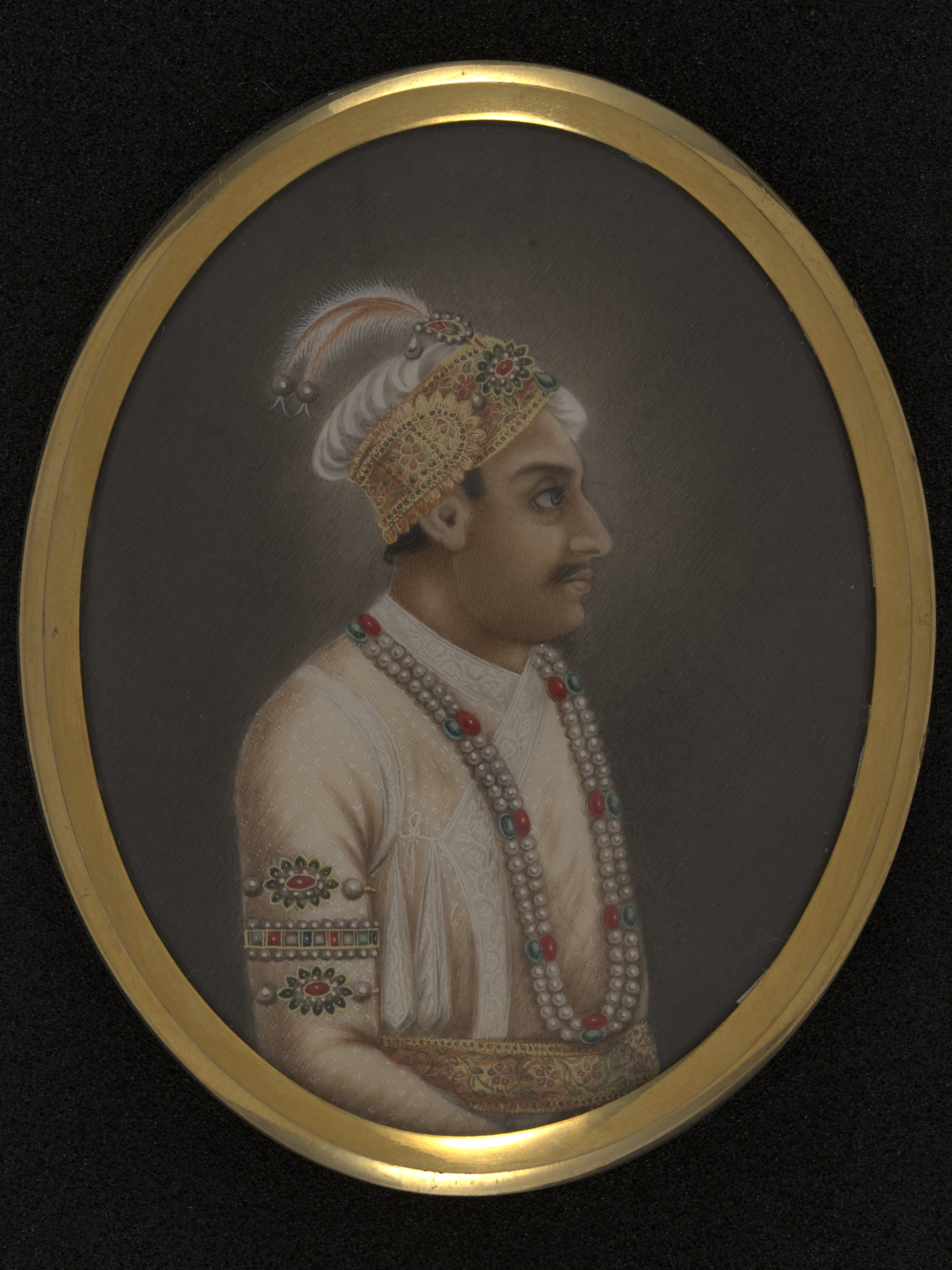
Ахмад Шах 1748-1754 Падишах империи Великих Моголов
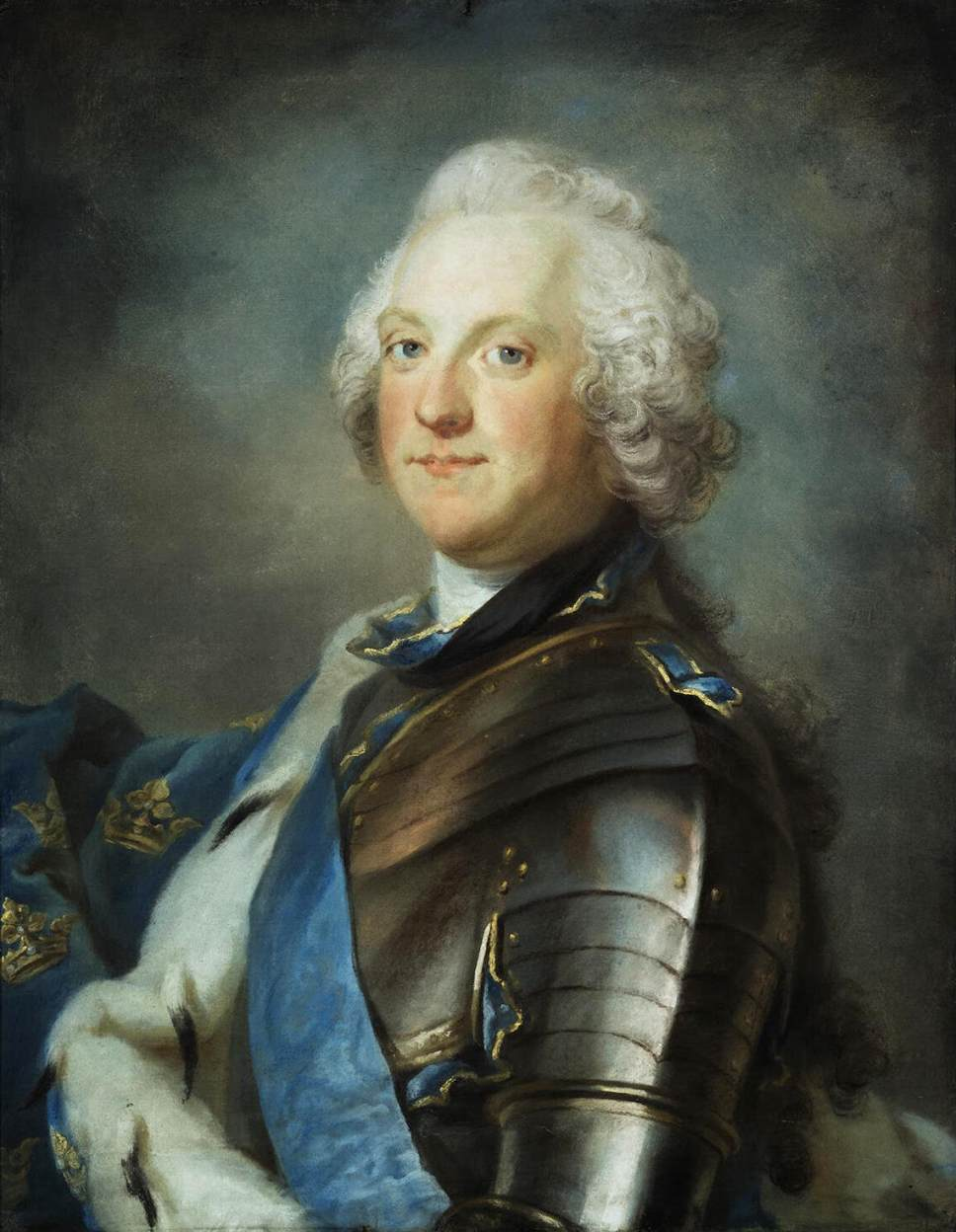
Адольф Фредерик 1751-1771 Король Швеции
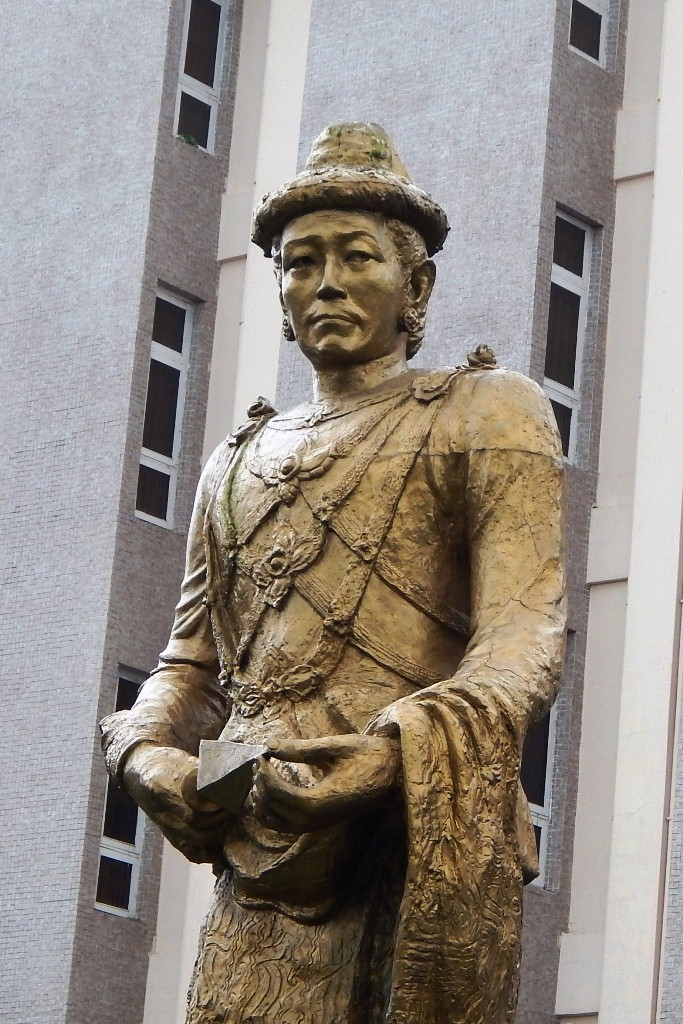
Алаунпхая 1752-1760 Царь Бирмы (Конбаун)
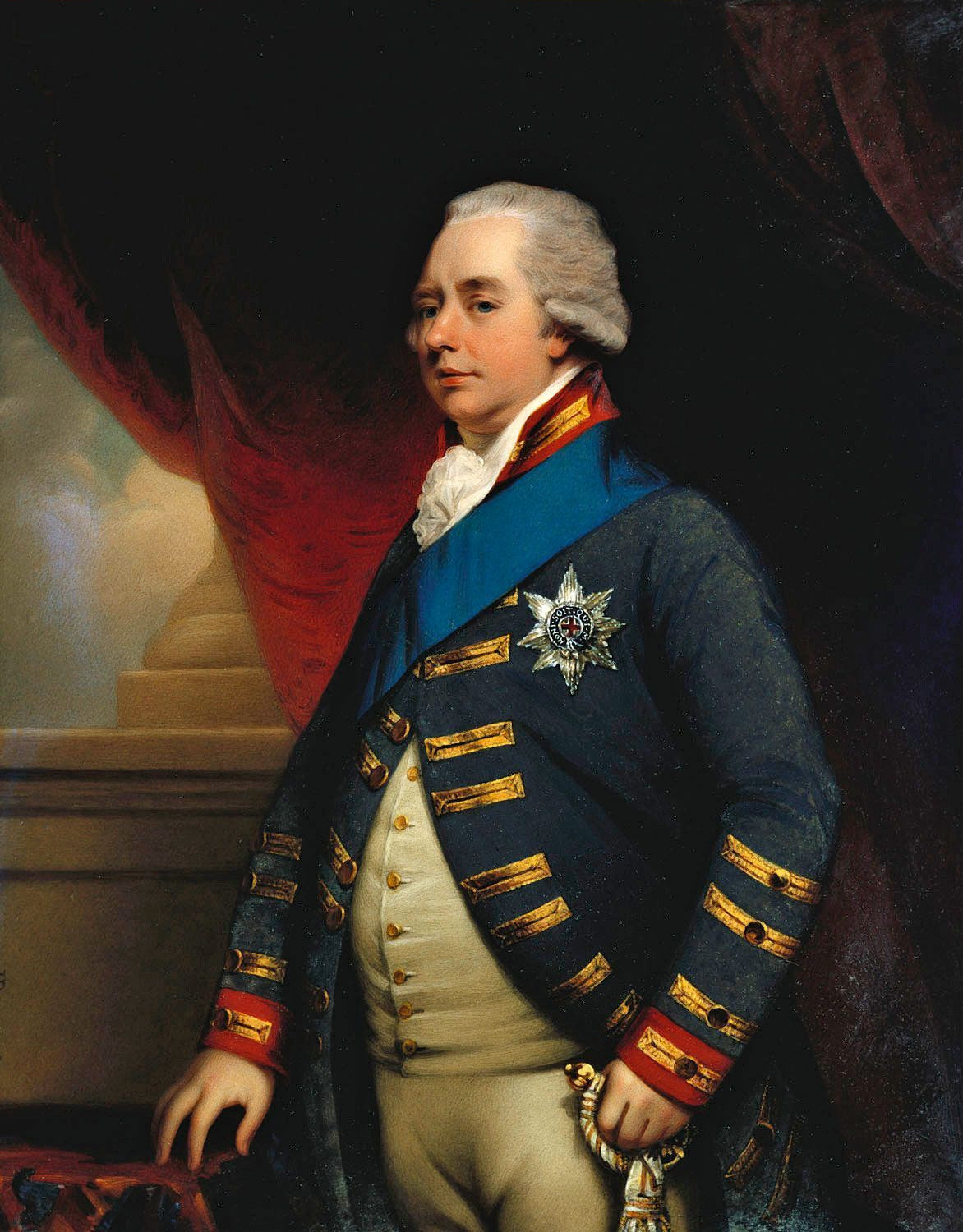
Вильгельм V Оранский 1751-1795 Штатгальтер Нидерландов
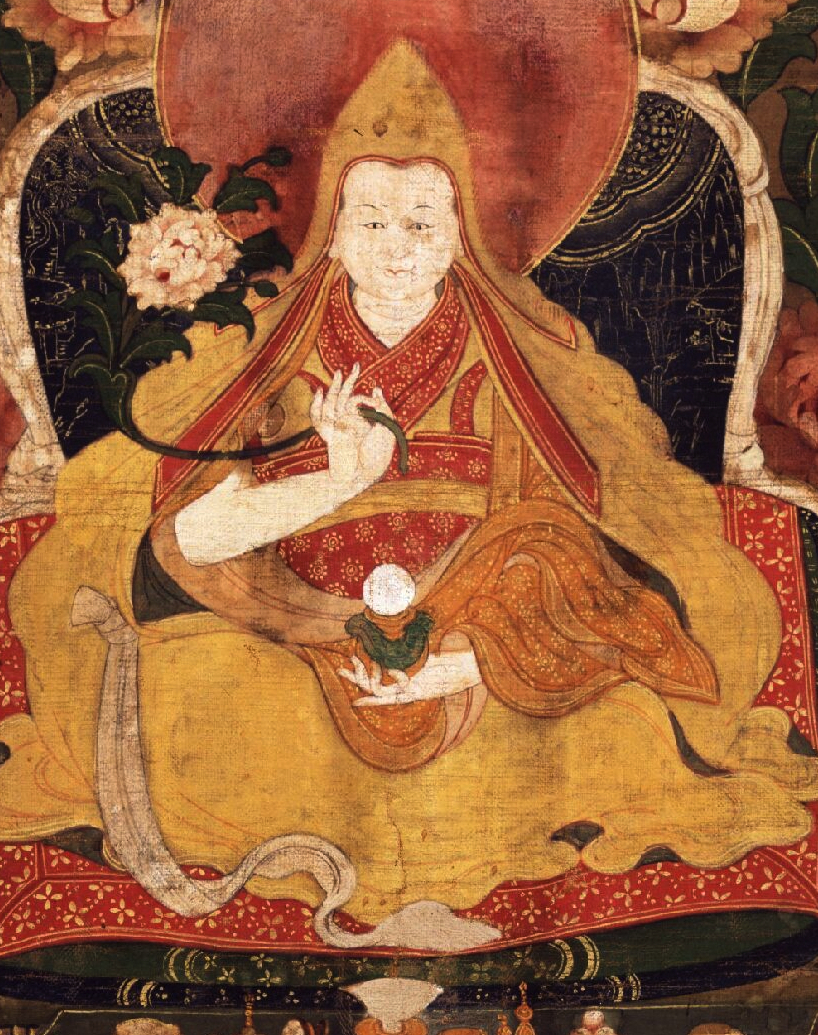
Далай-лама VII 1720-1757 Правитель Тибета
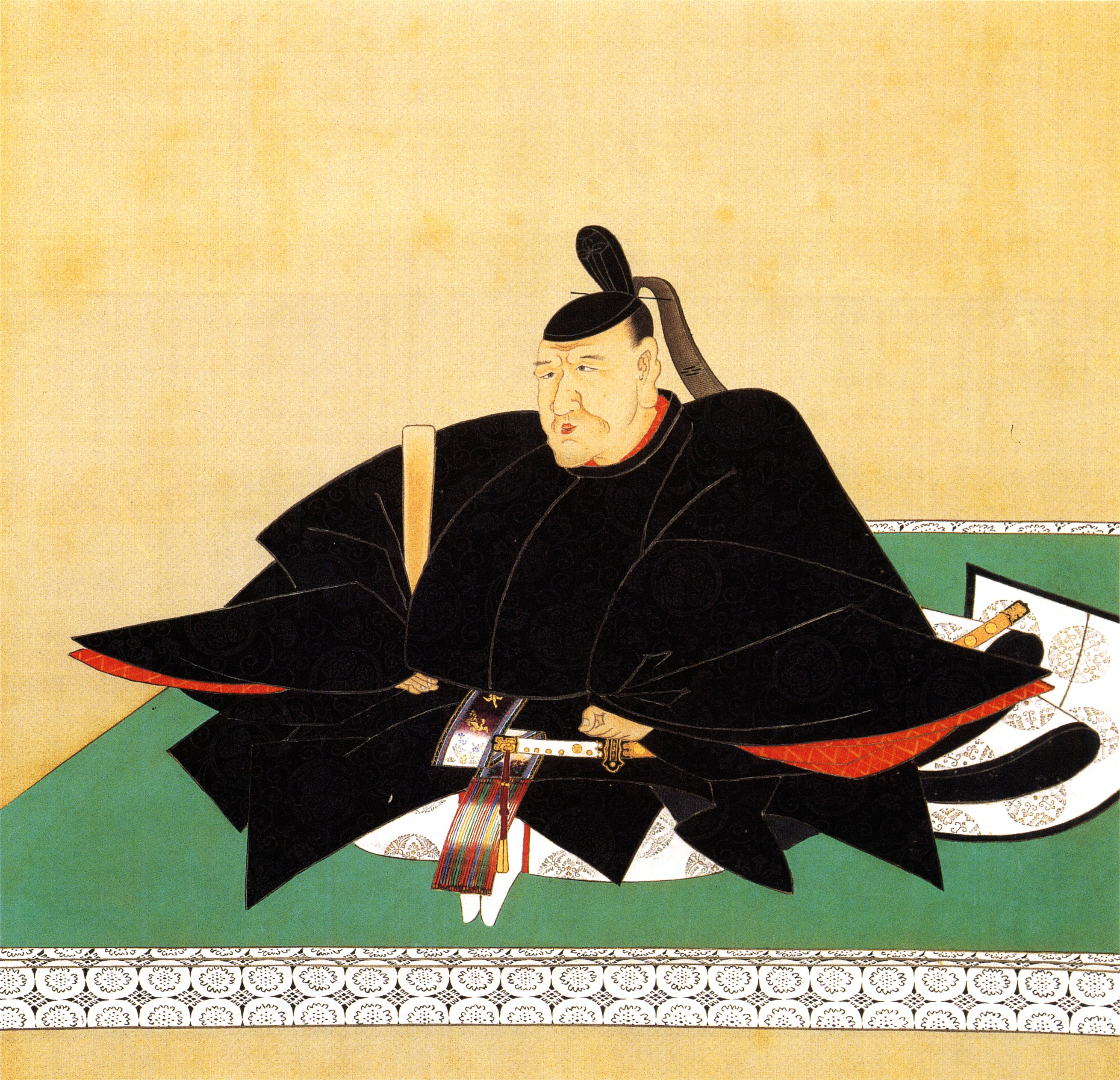
Токугава Иэсигэ 1745-1760 Сёгун Японии
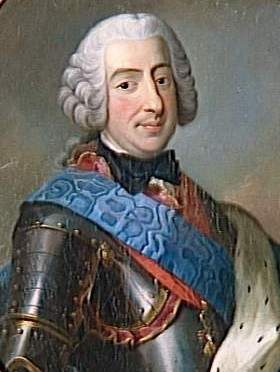
Франческо III д’Эсте 1737-1780 Герцог Модены и Реджо
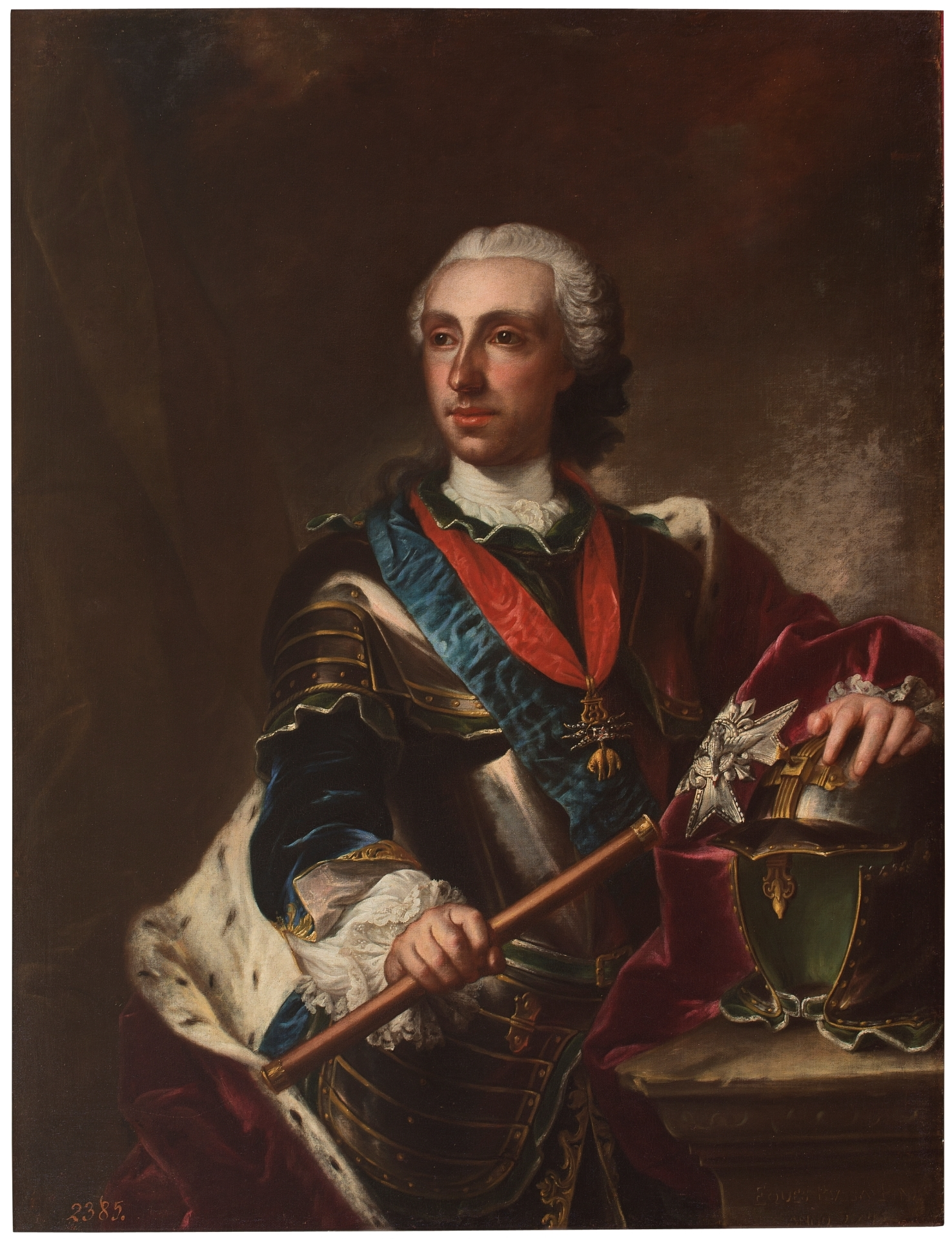
Филипп I 1748-1765 Герцог Пармский
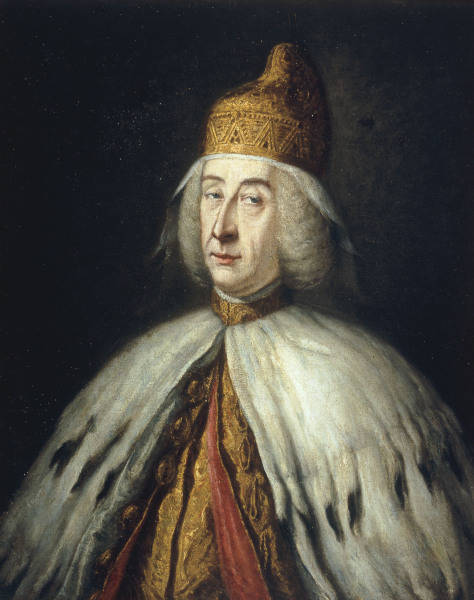
Франческо Лоредан 1752-1762 Дож Венеции
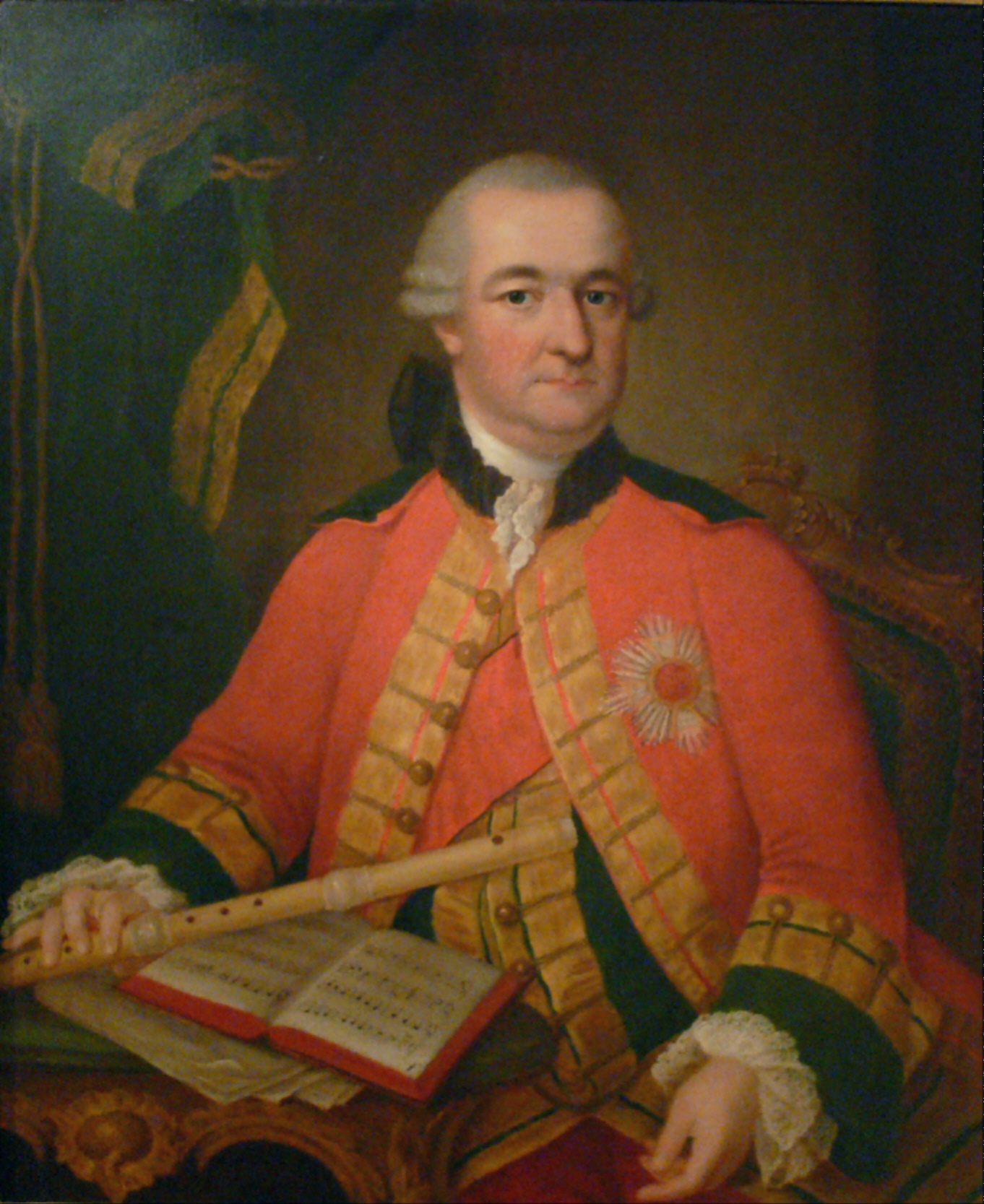
Карл IV Теодор 1742-1799 Курфюрст Пфальца
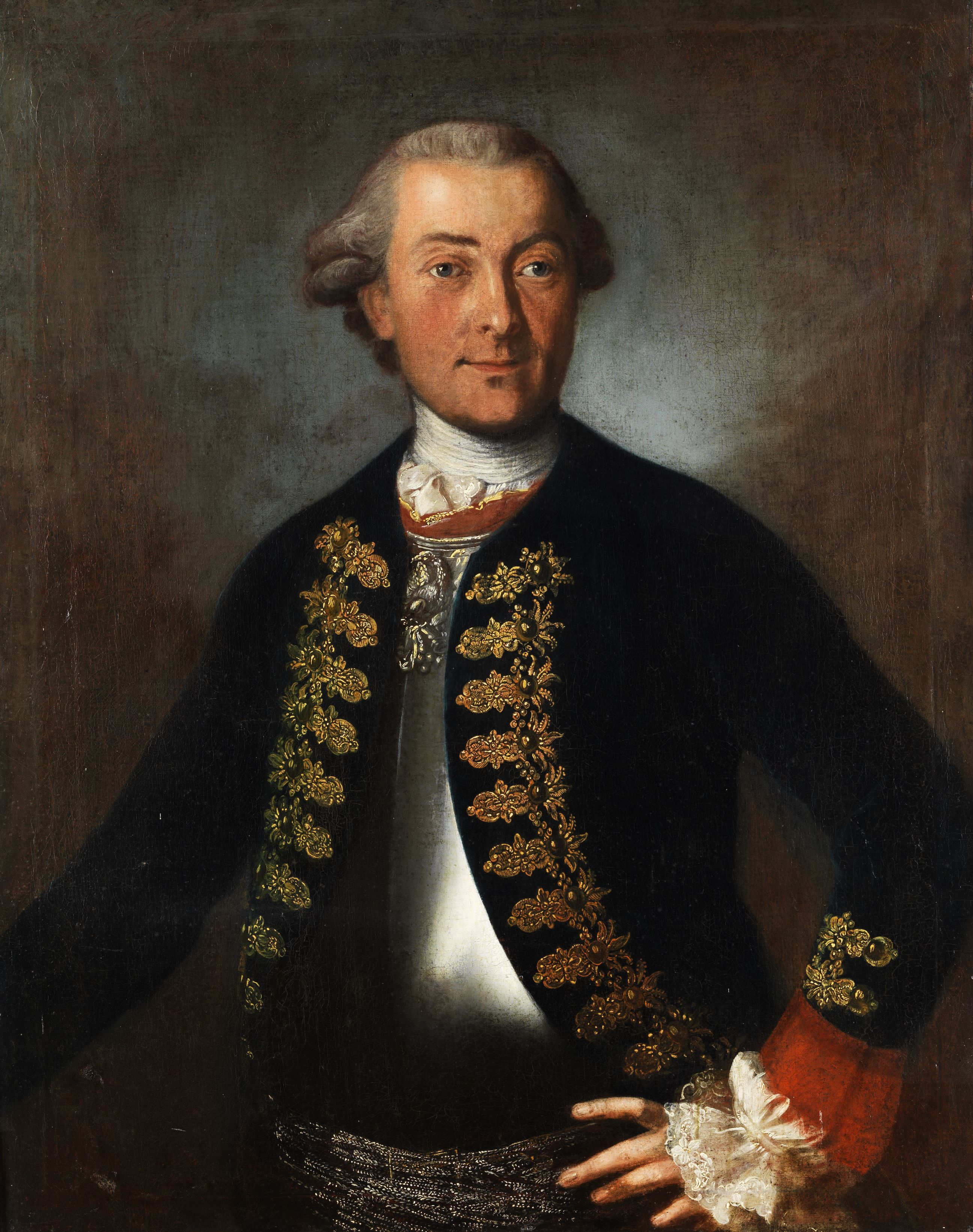
Максимилиан III 1745-1777 Курфюрст Баварии
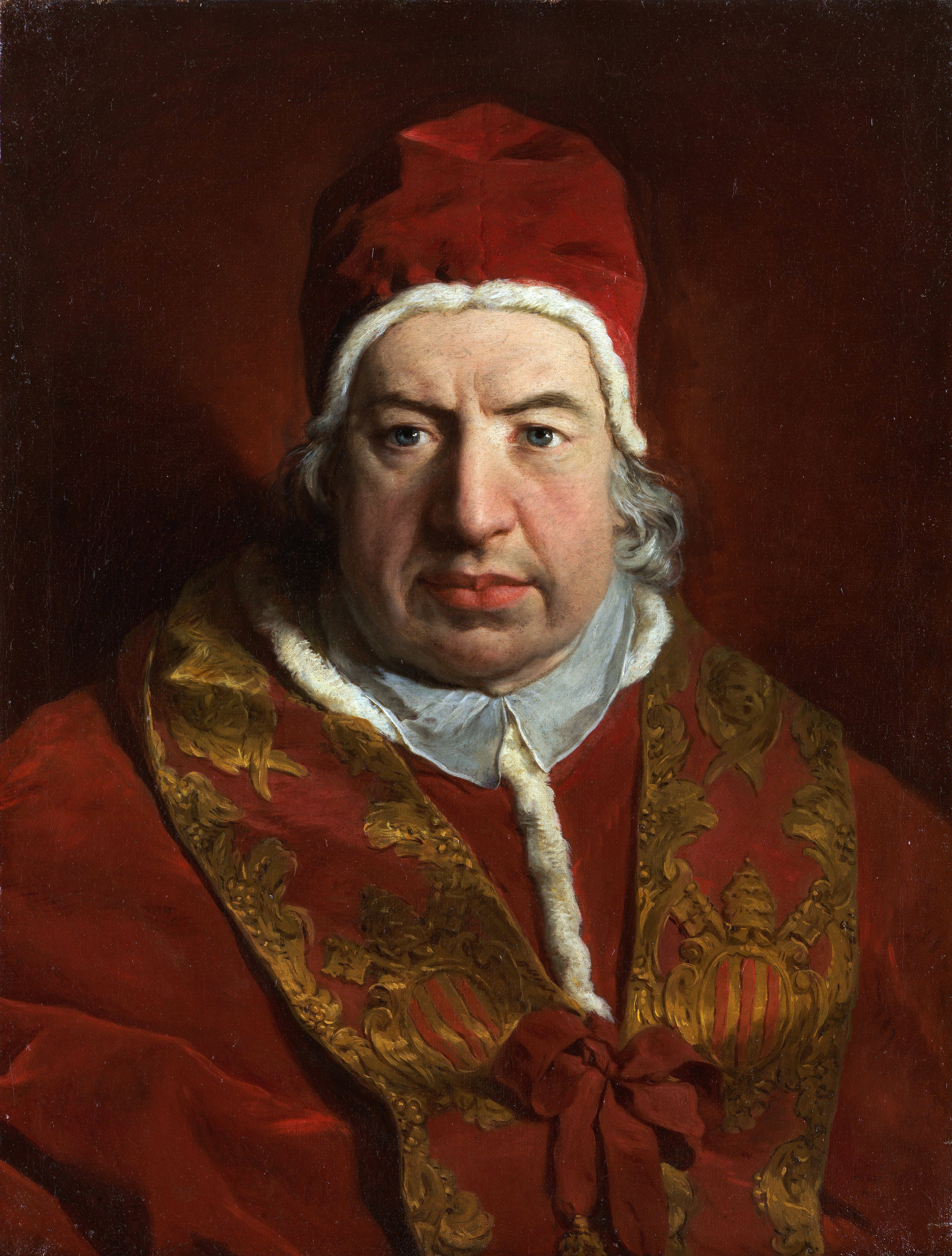
Бенедикт XIV 1740-1758 Папа Римский